# St George's Hall
St George's Hall es un edificio de estilo neoclásico situado en el centro de la ciudad de Liverpool, Inglaterra, frente a la estación de ferrocarril de Lime Street. El inmueble se destina a varios usos públicos: una parte alberga un teatro de conciertos y varias salas de reuniones; y la otra constituye la sede de los juzgados de la ciudad. 
St George's Hall es uno de los emblemas del patrimonio arquitectónico de la ciudad. En 2004, fue encuadrado dentro de la Ciudad marítima y mercantil de Liverpool, declarada patrimonio de la Humanidad, Ha sido también declarado por el English Heritage como monumento clasificado de grado I.
El teatro de conciertos, situada en el centro del inmueble y de forma rectangular es la zona que ocupa el área más grande del edificio. Al norte de la salón de conciertos se encuentra los tribunales y a continuación de éstos otra sala de conciertos más pequeña, de forma elíptica. Al sur de la sala principal de conciertos se hallan otras zonas de tribunales. El piso inferior consta de un sótano con las celdas de los presos a lo largo del lado oeste.

## Historia

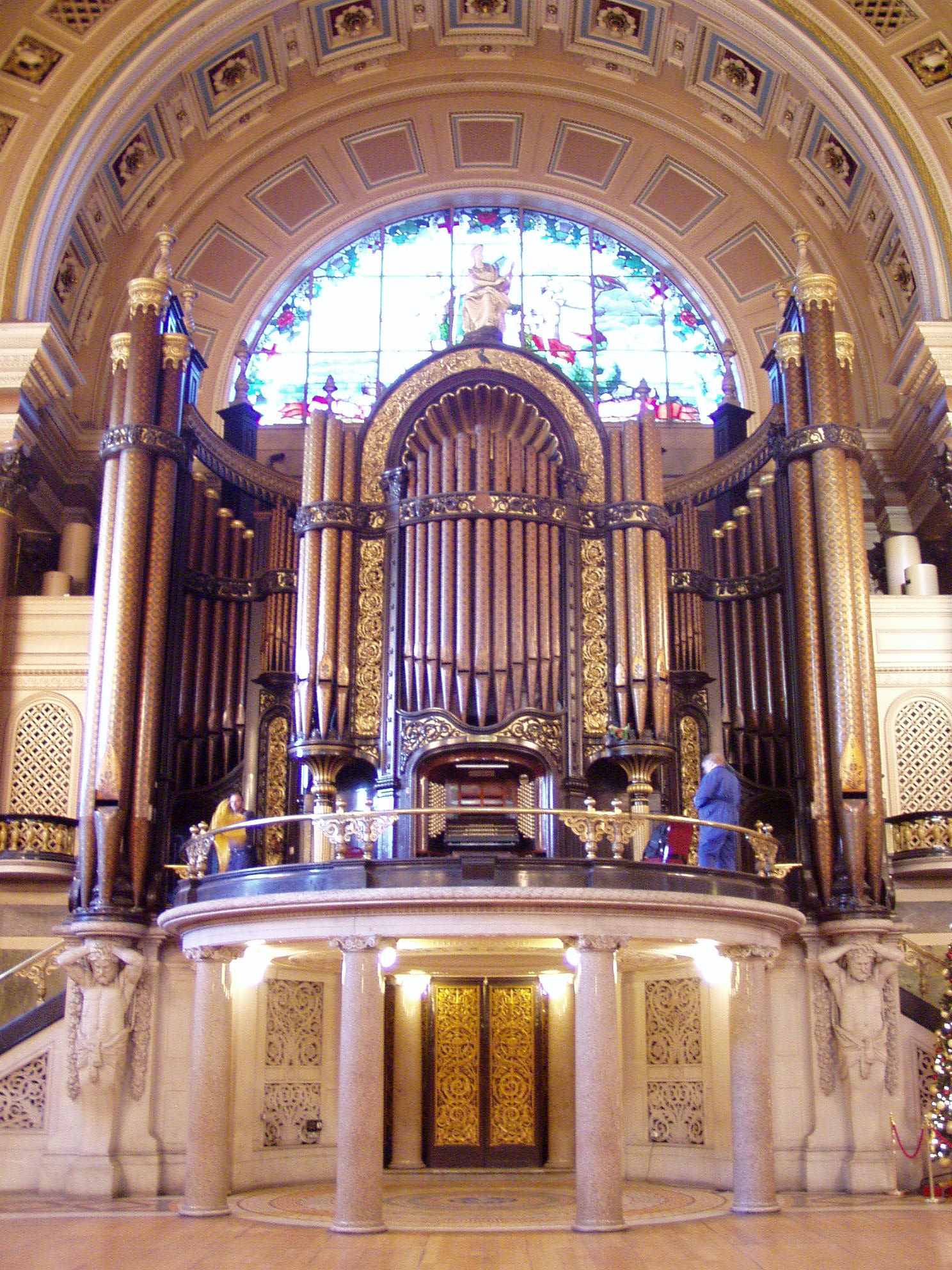
Detalle del interior del edificio.

Este lugar estuvo ocupado por un hospital entre 1749 y 1824. En 1836, se constituyó una sociedad para fomentar la construcción de una sala que se pudiera utilizar como teatro de conciertos y salones para fiestas y reuniones. Sus acciones se emitieron a 25 libras cada una. En enero de 1837 se había alcanzado un capital de 23.350 libras (equivalentes a 1.796.510 libras de 2013). En 1838, se colocó la primera piedra para conmemorar la coronación de la reina Victoria. En 1839, Harvey Lonsdale Elmes ganó el concurso que se celebró para elegir el arquitecto de las obras. 
Por otra parte, existía también la necesidad de una sede para los tribunales penales de la ciudad y se convocó un concurso para su construcción, que también fue ganado por Elmes. El plan original era construir dos edificios separados, pero en 1840, Elmes sugirió que ambas funciones se podrían combinar en un único inmueble con una escala que superaría la mayoría de los otros edificios públicos del país, de ese momento. La construcción comenzó en 1841 y se inauguró en 1854. Elmes murió en 1847 y la obra fue continuada por John Weightman y Robert Rawlinson, hasta que en 1851, Sir Charles Cockerell fue nombrado arquitecto de las mismas. Cockerell fue en gran parte responsable de la decoración de los interiores.
Durante la década de 2000, se llevó a cabo una importante restauración de la sala que costó veintitrés millones de libras y se reabrió oficialmente el 23 de abril de 2007 por el príncipe Carlos de Gales.